# Cofana medleri
Cofana medleri är en insektsart som beskrevs av Young 1979. Cofana medleri ingår i släktet Cofana och familjen dvärgstritar. Inga underarter finns listade i Catalogue of Life.